# Himantura walga
Himantura walga  (лат.) — вид рода хвостоколов-гимантур из семейства хвостоко́ловых отряда хвостоколообразных надотряда скатов. Они обитают в тропических водах западной части Тихого океана. Встречаются на глубине до 50 м. Максимальная зарегистрированная ширина диска — 45 см. Грудные плавники этих скатов срастаются с головой, образуя сердцевидный диск. Рыло удлинённое и заострённое. Окраска дорсальной поверхности диска зелёно-серого или жёлто-коричневого цвета. Вид страдает от интенсивного рыбного промысла. Мясо используют в пищу.
Подобно прочим хвостоколообразным Himantura walga размножаются яйцеживорождением. Эмбрионы развиваются в утробе матери, питаясь желтком и гистотрофом. В помёте 1—2 новорождённых. Рацион этих скатов состоит в основном из ракообразных. 

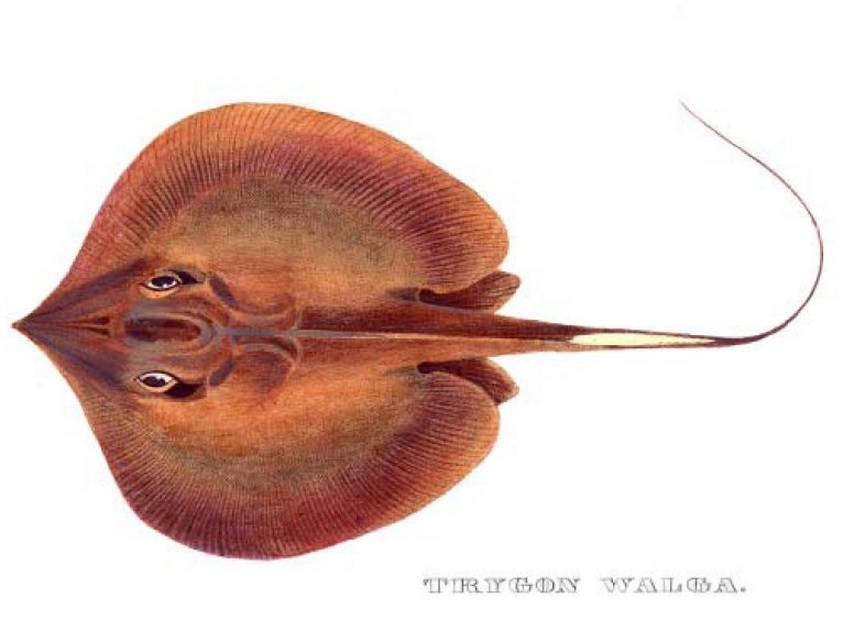
Оригинальное изображение Trygon walga

## Таксономия и филогенез
Впервые Himantura walga был научно описан в 1841 году как Trygon walga и позднее отнесен к роду хвостоколов-гимантур. Этих скатов часто путают с прочими, пока не описанными мелкими видами. .

## Ареал и места обитания
Himantura walga обитают в западной части Тихого океана у побережья Индонезии (Суматра, Борнео и Ява), Сингапура, Малайзии, Камбоджи, Вьетнама, Филиппин  и Таиланда. Данные о присутствии этого вида в водах Индийского океана, скорее всего, ошибочны и относятся к Himantura imbricata. Эти скаты встречаются на внешней части континентального шельфа,  в прибрежных заливах на глубине до 50 м, они предпочитают ровное песчаное дно.

## Описание
Грудные плавники этих скатов срастаются с головой, образуя сердцевидный диск. Треугольное узкое рыло довольно сильно вытянуто. Позади глаз расположены брызгальца. На вентральной поверхности диска расположены 5 пар жаберных щелей, рот и ноздри. Между ноздрями пролегает лоскут кожи с бахромчатым нижним краем. Рот изогнут в виде дуги. Мелкие притуплённые зубы выстроены в шахматном порядке и образуют плоскую поверхность. Кнутовидный тонкий хвост длиннее диска. Кожные складки на хвостовом стебле отсутствуют. На дорсальной поверхности хвостового стебля расположен тонкий шип, соединённый протоками с ядовитой железой. Окраска дорсальной поверхности диска зеленовато-серого цвета. Максимальная зарегистрированная ширина диска 45 см.

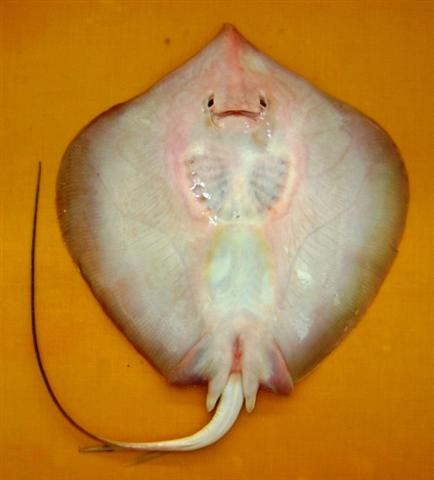
Вентральная сторона Himantura walga

## Биология
Рациона этих скатов в основном составляют ракообразные и мелкие рыбы. 
Подобно прочим хвостоколообразным Himantura walga  относится к яйцеживородящим рыбам. Эмбрионы развиваются в утробе матери, питаясь желтком и гистотрофом. В помёте 1—2 новорождённых с диском шириной около 8—10 см. Самцы и самки достигают половой зрелости при ширине диска 16—17 см. 
На этих скатах паразитируют моногенеи Merizocotyle macrostrobus и Septesinus gibsoni и разнообразные цестоды, в том числе Dollfusiella parva, Dollfusiella spinulifera, Eutetrarhynchus beveridgei, Parachristianella monomegacantha и прочие. 

## Взаимодействие с человеком
Himantura walga не являются объектом целевого лова, но в большом количестве попадаются в качестве прилова при коммерческом рыбном и креветочном промысле в Яванском море. Мясо используют в пищу. Вид страдает от ухудшения условий среды обитания, обусловленного антропогенными факторами. Вероятно, размножается быстрее по сравнению с более крупными сородичами. Международный союз охраны природы присвоил этому виду  статус сохранности «Близкий к уязвимому положению». 